# Brenda Sleeuwenhoek
Brenda Sleeuwenhoek (Stolwijk, 3 november 1970) is een voormalige Nederlandse atlete.

## Loopbaan
Sleeuwenhoek liep in 1989 een Nederlands record op de 10.000 m voor junioren van 35.56 in het Joegoslavische Varaždin. Ze werd hiermee elfde op de Europese juniorenkampioenschappen. Bij de senioren liep ze in 1994 een Nederlands indoorrecord op de 5000 m van 16.40,96. Op de wereldkampioenschappen veldlopen in 1989 werd ze 85e. In 1994 won zij de 5000 m indoor tijdens de NCAA-kampioenschappen (division 1) in Indianapolis.
In Nederland won ze in 1994 de Jan Knijnenburgloop in Maasdijk over 15 km.
Sleeuwenhoek was aangesloten bij de atletiekverenigingen Avantri (Schoonhoven) en AAC (Amsterdam) en kwam van 1991 tot 1994 uit voor de Universiteit van Arizona in Tucson.

## Internationale kampioenschappen
| Onderdeel | Titel                | Jaar | Plaats       |
| --------- | -------------------- | ---- | ------------ |
| 5000 m    | NCAA-indoorkampioene | 1994 | Indianapolis |

## Persoonlijke records
Baan
| Onderdeel   | Prestatie | Datum             | Plaats    |
| ----------- | --------- | ----------------- | --------- |
| 800 m       | 2.11,9    | mei 1994          | Tucson    |
| 1000 m      | 3.01,1    | 20 juli 1988      | Leiden    |
| 1500 m      | 4.25,59   | 1995              | Hengelo   |
| 1 Eng. mijl | 5.18,1    | 3 juni 1988       | Den Haag  |
| 2000 m      | 6.25,2    | 19 september 1989 | Rotterdam |
| 3000 m      | 9.25,5    | 2 augustus 1991   | Amsterdam |
| 5000 m      | 15.55,94  | 15 april 1995     | Walnut    |
| 10.000 m    | 35.10,0   | 22 mei 1991       | Goes      |

Weg
| Onderdeel | Prestatie | Datum | Plaats        |
| --------- | --------- | ----- | ------------- |
| 15 km     | 52.11     | 1994  | Honselersdijk |
| marathon  | 3.14      | 2000  | Rotterdam     |

Indoor
| Onderdeel | Prestatie     | Datum            | Plaats |
| --------- | ------------- | ---------------- | ------ |
| 5000 m    | 16.40,96 (NR) | 26 februari 1994 | Reno   |

## Palmares
- 1990: 4e Warandeloop (Nederland) - 14.31
- 1997:  4 Mijl van Groningen - 23.57
- 1999:  Linschotenloop - 38.17